# Ricardo Zatelli
Ricardo A. Zatelli (fl. XX secolo) è stato un calciatore argentino, di ruolo attaccante.

## Caratteristiche tecniche
Giocava come ala destra.

## Carriera
Zatelli fu, insieme a Camilo Bonelli, il primo giocatore a vestire la casacca sia del Boca Juniors che del River Plate nel calcio professionistico argentino. Fu incluso per la prima volta nella rosa del River nel campionato 1931; nella stagione successiva vinse il torneo, risultando tra i marcatori dello spareggio del 20 novembre contro l'Independiente di Avellaneda: suggellò il 3-0 finale segnando al 38º minuto. Rimase poi al River un'altra annata intera, prima di lasciare il club a metà del 1934 e passare al Boca Juniors; con la divisa giallo-blu esordì il 30 settembre contro il Chacarita Juniors. Chiuse quindi la stagione con il Boca, ottenendo la vittoria del titolo nazionale. Grazie a tale risultato divenne il primo calciatore professionista argentino ad aver vinto due tornei con due squadre diverse. Replicò il successo nel 1935; giacché al Boca non fu impiegato con costanza, a causa della presenza in rosa di Luis Sánchez e Aníbal Tenorio, e per la stagione 1937 passò al Tigre, con cui chiuse la carriera in massima serie l'anno dopo. Giocò poi in seconda divisione con il Los Andes.

## Palmarès

### Club

#### Competizioni nazionali
- Campionato argentino: 3

River Plate: 1932
Boca Juniors: 1934, 1935
- Copa de Competencia Liga Argentina: 1

River Plate: 1932